# Chrīstos Katsōtīs
Chrīstos Periklī Katsōtīs (in greco Χρήστος Περικλή Κατσώτης?; Prevesa, 1958) è un politico greco, membro del Parlamento Ellenico e del Partito Comunista di Grecia.